# Cantón de Saint-Denis-6
El cantón de Saint-Denis-6 era una división administrativa francesa, que estaba situada en el departamento de La Reunión y la región de La Reunión.

## Composición
El cantón estaba formado por una fracción de la comuna que le daba su nombre:
- Saint-Denis (fracción)

## Supresión del cantón de Saint-Denis-6
En aplicación del Decreto nº 2014-236 de 24 de febrero de 2014, el cantón de Saint-Denis-6 fue suprimido el 22 de marzo de 2015 y la fracción de la comuna que le daba su nombre se unió con las demás para que, por medio de una reestructuración cantonal, fueran creados los nuevos cantones de Saint-Denis-1, Saint-Denis-2, Saint-Denis-3 y Saint-Denis-4.